# Heilige Familie (Klinkum)

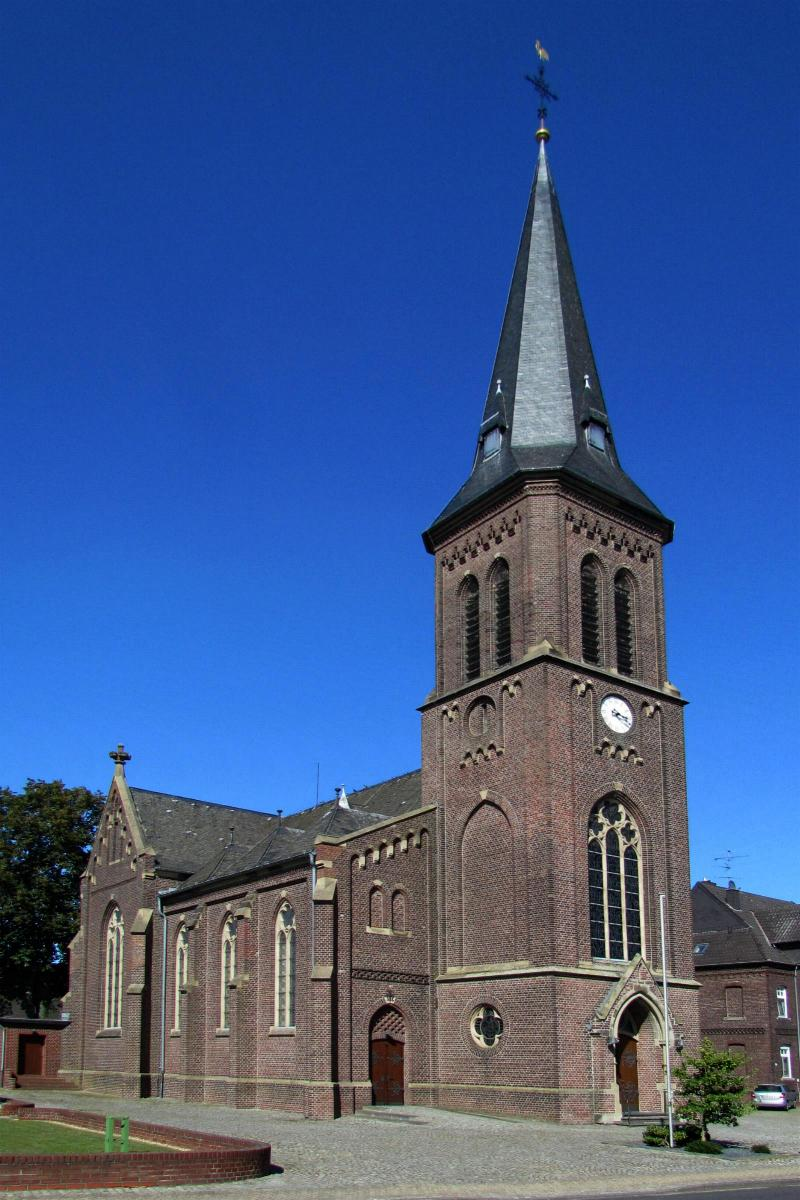
Zur Hl. Familie in Klinkum

Zur Heiligen Familie ist die römisch-katholische Filialkirche des Wegberger Stadtteils Klinkum im Kreis Heinsberg (Nordrhein-Westfalen). Die Kirche ist der Heiligen Familie geweiht.
Das Bauwerk ist unter Nummer 59 in die Liste der Baudenkmäler in Wegberg eingetragen.

## Geschichte

### Kirchengebäude
Im Jahr 1896 wurde ein Kirchbauverein gegründet mit dem Ziel, in Klinkum eine Kirche zu errichten. Bisher mussten die Klinkumer Gläubigen zum Gottesdienst ins benachbarte Wegberg. 1897 stiftete der Klinkumer Franz Wilhelm Schrötgens das Baugrundstück. Seitens der Wegberger Pfarrei regte sich zu dieser Zeit jedoch heftiger Widerstand gegen die Pläne zum Bau einer Kirche in Klinkum, da somit abzusehen war, dass Klinkum früher oder später von der Mutterpfarre Wegberg abgetrennt würde und der Pfarre St. Peter und Paul in Wegberg somit Einnahmen fehlten. Erst 1901 fand der Kirchbauverein eine Einigung mit der Pfarre, sodass die Planungen beginnen konnten.
Die Klinkumer Kirche wurde zwischen 1902 und 1904 nach Plänen des Aachener Architekten Daniels errichtet. Der Grundstein wurde am 29. Juni 1902 gelegt, und der Rohbau konnte 1903 fertiggestellt werden. Im Verlauf des Jahres 1904 war das Gotteshaus fertiggestellt. Die Konsekration erfolgte am 29. Juni 1905 durch den Kölner Weihbischof Joseph Müller. 1912 erhielt die Kirche den Status einer Pfarrkirche, den sie 2013 wieder verlor. Seitdem ist das Gotteshaus eine Filialkirche.

### Pfarrei
Klinkum gehörte bis 1912 zur Pfarre St. Peter und Paul Wegberg. Da die Klinkumer Bevölkerung anstrebte, eine eigenständige Pfarre zu werden, erfolgte zunächst am 1. Oktober 1909 die Erhebung zur Kapellengemeinde, wodurch eine vermögensrechtliche Selbstverwaltung möglich wurde unabhängig von der zuständigen Pfarre Wegberg. Bereits seit 1907 hatte der Ort einen Rektor. Im Dezember 1912 wurde Klinkum schließlich zur eigenständigen Pfarrei erhoben.
Zum 1. Januar 2013 wurde die Pfarre aufgelöst und mit den anderen ehemaligen Wegberger Pfarreien zur neuen Großpfarre St. Martin Wegberg fusioniert.

## Architektur
Zur Hl. Familie ist eine dreischiffige Backsteinhallenkirche im Baustil der Neugotik. Im Süden ist dem dreijochigen Langhaus ein viergeschossiger Glockenturm mit einem achtseitigen Turmhelm vorgebaut. Er weist eine Höhe von 56 Metern auf. Im unteren Geschoss befindet sich das Hauptportal. Im Norden schließt an das Langhaus ein Querschiff an. Im Norden schließt der Kirchenraum mit dem fünfseitig geschlossenen Chor ab. An der West- und Ostseite des Chors ist je eine Sakristei angebaut. Insgesamt erreicht das Gotteshaus eine Länge von 33,30 Metern und im Langhaus eine Breite von 13,65 Metern. Das Querschiff ist 15,32 Meter lang.

## Ausstattung
Im Innenraum befindet sich ein kleiner Rest der Ausmalung aus den Jahren 1920 und 1921, die aus der Hand des Aachener Malers Assenmacher stammt. Außerdem haben sich im Innenraum die Kirchenbänke aus der Erbauungszeit und der Kreuzweg aus Gips aus gleicher Zeit erhalten. Die hölzerne Kanzel stammt aus dem Jahr 1936. In ihr sind vier Darstellungen mit Christus, Petrus, Paulus und Bonifatius eingearbeitet. Des Weiteren befindet sich ein Taufstein aus französischem Savonnières mit einem Messingdeckel in neugotischen Formen im Kirchenraum. Er wurde in den 1900er oder 1910er Jahren hergestellt. Ein reich geschnitzter hölzerner Beichtstuhl aus dem Jahr 1904 hat sich ebenfalls von der Ursprungsausstattung erhalten. Die Orgel aus dem Jahr 1978 ist ein Werk der Orgelbaufirma Gebrüder Stockmann aus Werl. Der Volksaltar wurde nach einem Entwurf des Kölner Künstlers Friedel Denecke 1972 aufgestellt. Einige der Fenster schuf Ernst Jansen-Winkeln 1955 und 1963.

## Glocken
Im Jahr 1909 goss die renommierte Glockengießerei Otto aus Hemelingen/Bremen vier Bronzeglocken für die Pfarrei in Klinkum. Die Gemeinde konnte die Bronzeglocken aus der Bauzeit durch zwei Weltkriege behalten.
| Nr. | Name           | Durchmesser (mm) | Masse (kg, ca.) | Schlagton (HT-1/16) | Gießer                             | Gussjahr |
| 1   | Kaspar         | 1.360            | 1.600           | es′ -4              | Karl Otto, Fa. F. Otto, Hemelingen | 1904     |
| 2   | Jesus Christus | 1.330            | 930             | ges′ -5             | Karl Otto, Fa. F. Otto, Hemelingen | 1904     |
| 3   | Josef          | 1.020            | 660             | as′                 | Karl Otto, Fa. F. Otto, Hemelingen | 1904     |
| 4   | Maria          | 910              | 510             | b′                  | Karl Otto, Fa. F. Otto, Hemelingen | 1904     |

Motiv: O Heiland, reiß die Himmel auf